# Wildfire
Wildfire è una serie televisiva statunitense trasmessa per quattro stagioni da ABC Family.
In Italia, la serie è stata trasmessa da Italia 1 dal 22 settembre al 2 dicembre 2008.

## Trama
Kris Furillo è una ragazza in una situazione difficile (il padre l'ha lasciata prima che nascesse e la madre è una tossico dipendente) e ama molto i cavalli. Accusata per un furto d'auto, va in prigione, dove ogni tanto le detenute vengono portate in una scuderia. Lì c'è un cavallo con cui trova un feeling speciale, Wildfire. Dopo la sua scarcerazione arriva Pablo Betart, l'allenatore della Fattoria Raintree che cerca una ragazza per lavorare al maneggio, e porta con sé Kris. Dopo qualche insistenza Kris viene finalmente accettata alla Raintree dove comincia con entusiasmo il suo nuovo lavoro. Da questo momento in poi si svolgono tutte le varie vicende.

## Personaggi e interpreti

### Personaggi principali
- Kristine "Kris" Furillo-Davis (stagioni 1-4), interpretata da Genevieve Cortese, doppiata da Myriam Catania.
È la protagonista della serie, una ragazza con dei precedenti penali, arrestata per furto d'auto e resistenza all'arresto, con una famiglia poco stabile alle spalle, che viene portata alla fattoria Raintree grazie a Pablo, avendo così la possibilità di diventare un fantino professionista. Legata in modo particolare ad un cavallo, Wildfire, che la salva in vari momenti difficili, le sue vicissitudini la portano sempre nei guai. Inizialmente è attratta da Matt Ritter, proprietario con la madre Jean della fattoria Raintree. Basta poco tempo però perché si renda conto che quella per Matt è solo una cotta. Nel suo cuore infatti c'è posto solo per Junior. Il sentimento di Kris è ricambiato. Lei e il giovane rampollo della famiglia Davis si fidanzano, ma, per l'ostilità manifestata dal padre e dalla sorella di Junior, il loro rapporto si inclina fino alla rottura definitiva. Successivamente Kris ha una relazione con Matt, ma, a causa di alcuni avvenimenti, scappa in Colorado, cercando di dimenticare Matt e ferendo così lui e la famiglia Ritter, che la aveva accolta come una figlia. Alla fine, Kris, si rende conto di amare ancora Junior, e quest'ultimo dopo avere lasciato Lohra, chiede a Kris di sposarlo. La serie si conclude con il matrimonio dei due.
- Jean Ritter (stagioni 1-4), interpretata da Nana Visitor, doppiata da Roberta Greganti.
La madre di Matt e Todd è la co-proprietaria della Fattoria Raintree. Jean è un mentore e spesso una figura di madre per Kris. Separata dal padre dei figli, con lui ha comunque un legame invincibile, tant'è che l'uomo con cui ha successivamente una storia scapperà quando si renderà conto che lei non ha mai dimenticato il suo ex marito. Quando Matt ha una storia con Kris lei si oppone.
- Pablo Betart (stagioni 1-4), interpretato da Greg Serano, doppiato da Vittorio Guerrieri.
Pablo ha scoperto il talento di Kris con i cavalli e l'equitazione, mentre lavorava come volontaria al campo di equitazione del penitenziario, e l'ha portata a lavorare per i Ritter. È il co-proprietario di Wildfire con Jean Ritter e suo figlio, Matt. Sembra abbia una forte attrazione per Jean che negli ultimi episodi scoprirà essere ricambiata.
- Matthew "Matt" Ritter (stagioni 1-4), interpretato da Micah Alberti, doppiato da Francesco Venditti.
Figlio di Jean e fratello maggiore di Todd. È co-proprietario della Fattoria Raintree insieme a sua madre. Ha molte storie, con Dani che farà un tiro molla, poi con Tina, poi con Gillian, con la quale sembra filare tutto per il meglio finché in procinto di andare a vivere insieme nella dépendance della fattoria Kris non si farà avanti portando quest'ultimo a lasciare Gillian. Kris però lo lascia scappando dopo una corsa illegale a due che le costerà anche la carriera da fantino professionista.
- Todd Ritter (stagioni 1-4), interpretato da Andrew Hoeft, doppiato da Manuel Meli.
Fratello di Matt, con la passione per la tecnologia e il computer, è destinato ad un futuro da addestratore. Non può montare a cavallo a causa di una strana malformazione al cuore, e uno sforzo eccessivo potrebbe portarlo alla morte.
- Kenneth "Ken" Walter Davis, Sr (stagioni 1-4), interpretato da James Read, doppiato da Massimo Rossi.
Padre di Dani e Junior. Possiede la fattoria Davis, la rivale della Raintree. Si oppone alla relazione di suo figlio, Junior, con Kris. Avrà un tracollo finanziario, ma grazie a Dani si riprenderà.
- Danielle "Dani" Davis (stagioni 1-4), interpretata da Nicole Tubiola, doppiato da Ilaria Latini.
Figlia di Ken Davis e sorella di Junior. È stata innamorata per un periodo di Matt e odia Kris per la quale Matt l'ha lasciata e della quale continuerà ad esser innamorato. Un'infatuazione molto forte per R.J Blake, addestratore di tori da rodeo, la porterà al litigio col padre e alla separazione definitiva dalla fattoria Davis, in quanto coinvolta anche lei nella corsa illegale a due che mise nei guai Kris. La decisione di andarsene dalla casa paterna è dovuta anche al fatto che il complice nella corsa a due era Junior non lei, ma il padre ha preferito infangare il nome della figlia piuttosto che quello del figlio, da lui predestinato a portare avanti il nome della famiglia. Alla fine finirà per diventare amica di Kris ospitandola nella sua clinica veterinaria aperta per poter rientrare nel mondo dei cavalli. Clinica nella quale non ammetterà intromissioni del padre, la quale però fatica a decollare.
- Kenneth "Junior" Walter Davis (stagioni 1-4), interpretato da Ryan Sypek.
Figlio di Ken e fratello di Dani. Junior è il classico rampollo ricco e viziato che passa le giornate con amici e ragazze; dopo l'arrivo di Kris, però, cambierà radicalmente. È innamorato di Kris dal primo giorno che l'ha vista. Ma dopo la scoperta del fidanzamento tra Kris e Matt comincia a frequentare Gillian. Successivamente lascerà anche questa per fidanzarsi con una ragazza con la quale arriverà quasi a sposarsi, Laura, ma manderà tutto a monte per Kris. Dopo avere capito che Kris è ancora innamorata di lui, Junior le chiede di sposarlo e lei accetta. La serie finisce con il matrimonio tra Kris e Junior.

### Personaggi ricorrenti
- Kerry Connelly, interpretato da Kieren Hutchinson. Ex agente di Kris.
- Gillian Parsons, interpretata da Charlotte Salt.
Ex fidanzata dell'ex agente di Kris, si è fidanzata con Matt, il quale l'ha lasciata per Kris. Poi anch'essa frequenterà Junior. Gillian è un'ereditiera viziata che vuole tutto dalla vita.
- R.J. Blake, interpretato da Eric Winter.
Un tipico cowboy del rodeo, si fidanza con Dani, ma la loro storia finisce quando R.J. perde la vita durante un rodeo.
- Noah Gleason, interpretato da David Ramsey.
Veterinario che viene assunto da Dani nella sua clinica e che ha una relazione con questa.
- Lohra Nichols, interpretato da Alicia Ziegler.
Nuova fidanzata di Junior dopo la relazione di questo con Gillian. Lui l'ha incontrata mentre stava inseguendo Kris, e la soccorre per riparare una ruota bucata. I due si devono sposare ma l'interferenza di Kris si fa sentire e il matrimonio salta proprio quando sono davanti all'altare.

## Episodi
La serie è composta da quattro stagioni, tutte da 13 episodi. In Italia, le quattro stagioni, sono state trasmesse ininterrottamente dal 22 settembre 2008 al 2 dicembre 2008, proprio perché Wildfire era già stato trasmesso interamente nel paese d'origine, mediante l'emittente ABC Family. Wildfire è stata ritrasmessa dal 9 novembre 2009 in replica iniziando dalla prima stagione fino all'ultima su Italia 1 alle 15.20.
| Stagione         | Episodi | Prima TV originale | Prima TV Italia |
| ---------------- | ------- | ------------------ | --------------- |
| Prima stagione   | 13      | 2005               | 2008            |
| Seconda stagione | 13      | 2006               | 2008            |
| Terza stagione   | 13      | 2007               | 2008            |
| Quarta stagione  | 13      | 2008               | 2008            |